# Общая подвздошная артерия
Общая подвздошная артерия (лат. arteria iliaca communis) — парная артерия, имеет диаметр 12 мм и длину 7-8 см.
Начинается бифуркацией брюшной части аорты на уровне IV поясничного позвонка.
Сначала она проходит спереди от тел IV—V поясничных позвонков, а затем — по медиальному краю большой поясничной мыщцы (лат. Musculus psoas major). На уровне верхнего края крестцово-подвздошного сустава артерия делится на:
- Внутреннюю подвздошную артерию (лат. arteria iliaca interna);
- Наружную подвздошную артерию (лат. arteria iliaca externa)[2].